# Agroeca trivittata
Espèce
Synonymes
- Hilke trivittata Keyserling, 1887
- Herpyllus oabus Chamberlin, 1919
- Agroeca hesperia Banks, 1921
- Rachodrassus flavus Chamberlin & Woodbury, 1929

Agroeca trivittata est une espèce d'araignées aranéomorphes de la famille des Liocranidae.

## Distribution
Cette espèce est endémique des États-Unis. Elle se rencontre en Californie, en Arizona, en Utah et au Washington.

## Description
La femelle holotype mesure 7,2 mm.

## Publication originale
- Keyserling, 1887 : Neue Spinnen aus America. VII. Verhandlungen der kaiserlich-königlichen zoologisch-botanischen Gesellschaft in Wien, vol. 37, p. 421-490 (texte intégral).